# Por besarte
«Por besarte» es una canción grabada por los cantantes de Lu y fue escrita por Mario Sandoval. Fue lanzada al mercado musical el 31 de enero de 2005 como el tercer sencillo de su primer álbum de estudio, Lu. «Por besarte» hizo saltar a la fama internacional al dúo con la aparición en la telenovela mexicana, Rebelde.
La canción sería más tarde publicada en plataformas digitales obteniendo más de 32 millones de visualizaciones en YouTube, y más de 86 millones de reproducciones en Spotify. La canción logró posicionarse como el número 1 en diferentes países tales como España, Colombia, Países Bajos y Perú, también alcanzó el puesto número 2 en México y el número 10 del Latin Pop Airplay, así como el número 20 del Hot Latin Songs del Billboard.

## Video musical
El vídeo musical de «Por besarte» fue publicado el 26 de octubre de 2009 en la plataforma digital YouTube, fue producido por Warner Music Latina. Cuenta con más de 32 millones de reproducciones.

## Lista de canciones

### Descarga digital
| Por besarte — Single |               |          |  |
| N.º                  | Título        | Duración |  |
| 1.                   | «Por besarte» | 3:37     |  |

## Listas

### Semanales
| País           | Lista                         | Mejor posición | Ref.  |
| -------------- | ----------------------------- | -------------- | ----- |
| España         | Listas de la Radio            | 1              | [ 4 ] |
| Colombia       | Listas de la Radio            | 1              | [ 4 ] |
| Perú           | Listas de la Radio            | 1              | [ 4 ] |
| Países Bajos   | Listas de la Radio            | 1              | [ 4 ] |
| México         | Listas de la Radio            | 2              | [ 4 ] |
| Estados Unidos | Latin Pop Airplay (Billboard) | 10             | [ 5 ] |
| Estados Unidos | Hot Latin Songs (Billboard)   | 20             | [ 5 ] |